# Poliesportiu Les Comes

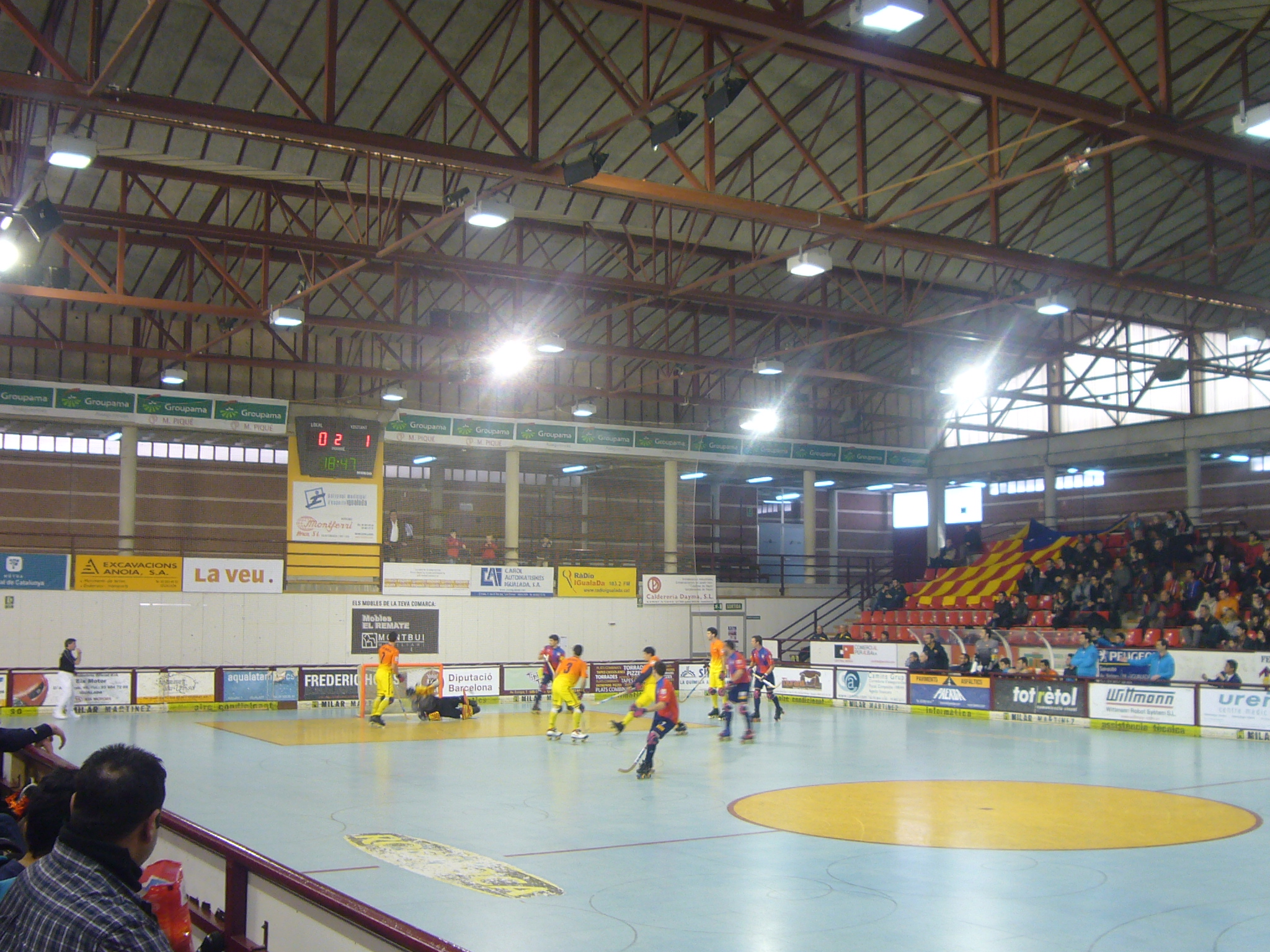
Interno del palazzetto

Il Poliesportiu Les Comes è il più importante palazzetto dello sport della città di Igualada in Spagna. Ha una capienza di 1.500 posti. 
L'impianto venne inaugurato nel 1984.
Di proprietà del Comune di Igualada ospita le gare casalinghe dell'Igualada, squadra di hockey su pista della città.

## Eventi ospitati
- Final four della CERH Champions League 1998-1999